# Dolichoderus siggii
Dolichoderus siggii é uma espécie de formiga do gênero Dolichoderus.